# Publicidade direcionada

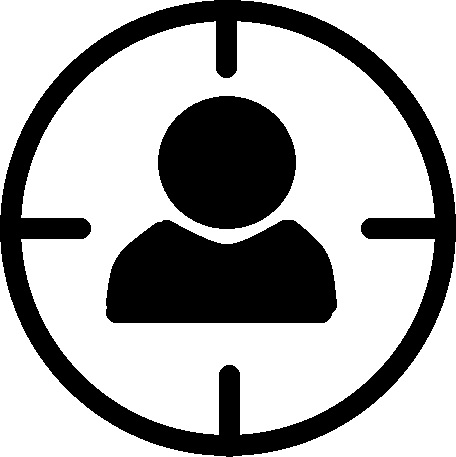
Publicidade direcionada

A publicidade direcionada é um modelo de publicidade que envolve a publicidade online onde direciona cada público, com suas características em comum, a um produto que o anunciante está promovendo. Podem ser características demográficas que tenham foco na etnia, no status econômico, no sexo, na idade, na geração, no nível de escolaridade, no nível de renda e emprego ou pode haver um foco psicográfico que se baseia nos valores do consumidor, na sua personalidade, atitude, opinião, estilo de vida e interesses. Esse foco também pode envolver variáveis comportamentais como o histórico de compras, do navegador e outras atividades recentes que o usuário tenha realizado online. A publicidade direcionada se concentra em certas características e em consumidores que tenham uma forte preferência porque esses indivíduos receberão mensagens no lugar daqueles que não tem interesse e cujas preferências não correspondem aos atributos de um determinado produto, eliminando assim o desperdício.
As formas tradicionais de publicidade que seriam jornais, revistas, outdoors, canais de rádio, dentre outros, estão progressivamente sendo substituídas por anúncios online. O espaço de tecnologias da informação e comunicação se transformou, resultando em publicidade direcionada que se estende por todas as tecnologias de TIC, como web, IPTV e ambientes móveis. Na próxima geração da publicidade, a importância dos anúncios direcionados vai aumentar ainda mais, à medida que vão se espalhando pelos vários canais de TIC. Com o surgimento de novos canais online, a necessidade de publicidade direcionada está aumentando ao passo que as empresas buscam minimizar o desperdício de publicidade por meio da tecnologia da informação. Grande parte dos novos anúncios de mídia direcionados atualmente usam proxies de segunda ordem para alvos, como rastreamento online ou atividades da web móvel de consumidores, associando dados demográficos históricos de consumidores de páginas da web com acesso a novas páginas de consumidores, usando uma palavra de pesquisa como base de interesse ou publicidade contextual.

## Marketing de busca
O marketing do mecanismo de pesquisa utiliza esses mecanismos para alcançar públicos alvo. Um exemplo disso são as campanhas de remarketing do Google onde são um tipo de publicidade direcionada em que os sites usam os endereços IP de computadores que os visitaram para fazer o remarketing de seus anúncios especificamente para o usuário que já esteve em seu site porque usa sites que fazem parte da rede de display do Google ou ao pesquisar palavras chave relacionadas a um produto ou serviço no mecanismo de pesquisa do Google. O remarketing dinâmico pode melhorar a publicidade direcionada porque os anúncios podem incluir os produtos ou serviços que os consumidores visualizaram anteriormente no site dos anunciantes.
O Goodle AdWords tem plataformas diferentes de como os anúncios são exibidos. A rede de pesquisa mostra os anúncios na pesquisa do google em outros sites do próprio, como o Maps, o Shopping e centenas de sites parceiros de pesquisa que não são do Google que exibem anúncios do AdWords correspondidos aos resultados de pesquisa. A rede de display inclui uma coleção de sites do Google, o Google Finance, o Gmail, o Blogger e o YouTube são exemplos disso. São sites de parceiros e sites de aplicativos para celular que exibem os anúncios do AdWords correspondentes ao conteúdo de alguma determinada página.
Esses dois tipos de redes de publicidade podem ser benéficos para cada objetivo específico da empresa ou tipo de empresa. Por exemplo, a rede de busca pode beneficiar uma empresa com o objetivo de atingir consumidores que procuram um determinado produto ou serviço.
Outras maneiras pelas quais as campanhas publicitárias podem atingir o usuário é usar o histórico de navegador e o histórico de pesquisa, por exemplo, se o usuário digitou "canetas promocionais" em um mecanismo de pesquisa (como o Google) então anúncios sobre canetas promocionais aparecerão no topo da página acima  das páginas orgânicas. Esses anúncios serão direcionados para área do endereço IP do usuário, mostrando o produto ou serviço na área local ou nas regiões vizinhas, a posição superior do anúncio é um benefício do anúncio ter um índice de qualidade mais alto. A qualidade do anúncio é afetada pelos 5 componentes do índice de qualidade:
- A taxa de cliques[10] esperada do anúncio
- A qualidade da página de destino
- A relevância do anúncio / pesquisa
- Desempenho geográfico
- Os dispositivos alvo

Quando classificado com base nesses critérios, afetará o anunciante, melhorando a elegibildade do leilão de anúncios, o custo real por clique(CPC), a posição do anúncio e as estimativas de lance da posição do anúncio. Resumindo, quanto melhor o índice de qualidade, melhor a posição do anúncio e menores custos.
O Google usa sua rede de exibição para rastrear o que os usuários estão olhando e para coletar informações sobre eles. Quando um usuário entra em um site que usa a rede de exibição do Google, ele envia um cookie ao Google, mostrando informações sobre o usuário, o que ele pesquisou, de onde é, fazendo essa  busca pelo endereço IP do usuário e, em seguida constrói um perfil em torno desses dados, permitindo que o Google segmente facilmente os anúncios para o usuário mais especificamente.
Por exemplo, se um usuário acessa frequentemente sites de empresas promocionais que vendem acessórios para computador, o Google coletará dados do usuário, como idade, sexo, localização e outras informações demográficas, bem como informações sobre os sites visitados, o usuário irá em seguida ser colocado em uma categoria de produtos promocionais, permitindo que o Google exiba facilmente anúncios em sites que o usuário visita relacionados a produtos promocionais. Esses tipos de anúncios também são chamados de anúncios comportamentais, pois rastreiam o comportamento do usuário no site e exibem anúncios com base em páginas anteriores ou termos pesquisados.("Exemplos de publicidade direcionada")

### Segmentação de Mídia Social
A segmentação de mídia social é uma forma de publicidade direcionada que usa atributos gerais de segmentação, como segmentação geográfica, segmentação comportamental, segmentação sócio-psicográfica e que reúne as informações que os usuários concordaram em fornecer às plataformas de mídia social. Serão veiculados ali anúncios de produtos ou serviços relacionados ao conteúdo presente no histórico de visualização dos usuários das mídias, de forma a personalizar assim as propagandas aos assuntos de interesse dos possíveis consumidores. Por exemplo, o Facebook coleta grandes quantidades de dados do usuário por meio da infraestrutura de vigilância em suas plataformas. Informações como preferências do usuário, histórico de exibição e localização geográfica são aproveitadas para adequar o anúncio ao perfil do usuário. A mídia social também cria um perfil do consumidor ao estabelecer uma interação direta, como a categoria "interesses" que se encontra no perfil de cada usuário e suas 'curtidas'.

### Segmentação de tempo
3,2 bilhões de pessoas já possuem pelo menos uma conta em uma rede social. Estipula-se que essa quantidade de pessoas gaste uma média de 144 minutos navegando nas redes. Quase 77% desses clientes interagem com o conteúdo através de curtidas, comentários e cliques em links relacionados ao conteúdo. Com essa surpreendente tendência de compradores, é importante que os anunciantes escolham a hora certa para agendar conteúdo, a fim de maximizar a eficiência da publicidade.

### Segmentação sociodemográfica
O direcionamento sociodemográfico foca nas características dos consumidores. Isso inclui sua idade, geração, gênero, salário e nacionalidade.  A ideia é direcionar especificamente os usuários e usar esses dados coletados, por exemplo, identificar um homem na faixa etária de 18 a 24 anos. O Facebook usa essa forma de segmentação, mostrando anúncios relevantes para as características individuais desse usuário em sua conta, isso pode aparecer em formas de anúncios de banner ou vídeos comerciais.

### Direcionamento comportamental
O direcionamento comportamental se dá em torno da atividade e ações dos usuários, e é mais facilmente alcançado em páginas da Web.  Informações de sites de navegação podem ser coletadas através da extração dos dados, que encontra padrões no histórico de pesquisa dos usuários. Os anunciantes que usam esse método acreditam que ele transmite os anúncios que serão mais relevantes para os usuários, levando os possíveis consumidores a serem mais potencialmente influenciados por eles. Se um usuário estivesse frequentemente procurando preços de passagens aéreas, o sistema de segmentação reconheceria isso e começaria a exibir anúncios relacionados em sites acessados pelo mesmo , como ofertas de passagens aéreas no Facebook. 
Sua vantagem é que ele pode atingir os interesses individuais, em vez de atingir grupos de pessoas cujos interesses podem variar. Quando um consumidor visita um site, as páginas que visita, a quantidade de tempo que vê cada página, os links em que clica, as pesquisas que faz e as coisas com as quais interage, permitem que os sites coletem esses dados e outros fatores, para criar um 'perfil' que se vincule ao navegador do visitante. Como resultado, os editores de sites podem usar esses dados para criar segmentos de audiência definidos com base em visitantes que tenham perfis semelhantes.
Quando os visitantes retornam a um site específico ou a uma rede de sites usando o mesmo navegador da Web, esses perfis podem ser usados para permitir que profissionais de marketing e anunciantes posicionem seus anúncios online e mensagens para os usuários que exibem um maior nível de interesse e intenção para os produtos e serviços que estão sendo oferecidos. O direcionamento comportamental surgiu como uma das principais tecnologias utilizadas para aumentar a eficiência e os lucros do marketing digital e anúncios, já que os provedores de mídia são capazes de fornecer aos usuários individuais anúncios altamente relevantes.
O marketing comportamental pode ser usado por conta própria ou em conjunto com outras formas de segmentação. Muitos praticantes também se referem a esse processo como "direcionamento do público". 

### Segmentação geográfica e baseada em localização
Esse tipo de publicidade envolve direcionar diferentes usuários com base em sua localização geográfica. Os endereços IP podem sinalizar a localização de um usuário e geralmente podem transferir a localização através de CEP. Os locais são então armazenados para usuários em perfis estáticos, assim os anunciantes podem facilmente direcionar esses indivíduos com base em sua localização geográfica. Esses dados podem ser aproveitados a partir de aplicativos no dispositivo que permitem o acesso às informações de localização. Esse tipo de publicidade direcionada se concentra na localização do produto ou serviço, por exemplo, um usuário poderia ser receber anúncios de atividades na área, como lugares para comer, lojas próximas, conveniências, etc. 

### Dispositivos Móveis
Desde o início dos anos 2000, a publicidade tem sido difundida online, e mais recentemente no ambiente móvel. O advento da publicidade direcionada baseada em dispositivos móveis permitiu que mais informações sobre o consumidor sejam transmitidas, não apenas seus interesses mas suas informações sobre localização e tempo. Isso permite que os anunciantes produzam conteúdos que possam atender ao cronograma do usuário e a um ambiente de mudança mais específico.

### Segmentação de conteúdo ou por contexto
O método mais simples segmentação é o direcionamento de conteúdo ou por contexto. É quando os anunciantes colocam anúncios em um lugar específico, com base no conteúdo presente. Outro nome utilizado é a publicidade orientada ao conteúdo, já que é correspondente ao contexto que está sendo consumido. Esse método de segmentação pode ser usado em diferentes mídias, por exemplo, em um site de compra de móveis para casa poderia haver um anúncio de produtos de decoração. Isso geralmente funciona através de um sistema de correspondência de anúncios que analisa o conteúdo em uma página ou encontra palavras-chave e apresenta um anúncio relevante, às vezes através de pop-ups. Embora às vezes o sistema de correspondência de anúncios possa falhar, pois pode negligenciar a diferença entre correlações positivas e negativas. Isso pode resultar na colocação de anúncios contraditórios ou não apropriados para o conteúdo do site.

## Benefícios e desvantagens

### Benefícios
Existem diversos benefícios da publicidade direcionada para os consumidores e para os anunciantes:

#### Consumidores
Os consumidores beneficiam-se com a publicidade direcionada porque os anunciantes conseguem atrair os consumidores de forma eficaz ao usar seus hábitos de compra e de navegação, o que permite que os anúncios sejam mais aparentes e úteis para os clientes. Ter anúncios relacionados aos interesses dos consumidores permite que a mensagem seja recebida de forma direta e por meio de pontos de contato eficazes. Um exemplo de como a publicidade direcionada é benéfica para os consumidores é que se alguém visualizar um anúncio direcionado a ele por algo semelhante a um item que já foi visualizado online e no qual demonstrou interesse, é mais provável que compre. Os consumidores podem se beneficias da publicidade direcionada das seguintes maneiras:
- Entrega mais eficaz do produto ou serviço desejado diretamente ao consumidor[27] porque o anunciante assume os traços ou interesses do consumidor, a partir de sua segmentação, os anúncios que vão atrair e envolver o cliente.
- Entrega mais direta de uma mensagem que se relaciona com o interesse do consumidor[27] porque os anúncios são entregues aos clientes de modo que seja confortável, de forma com que seja parte do estilo de vida do consumidor.

#### Anunciantes
Os anunciantes beneficiam-se com a publicidade direcionada com uma redução de custos e otimização de recursos criando publicidade de uma forma mais assertiva e eficaz, atraindo consumidores com forte interesse por esses produtos ou serviços. A publicidade direcionada permite aos anunciantes um custo reduzido de publicidade, minimizando anúncios "desperdiçados” para consumidores não interessados. A publicidade direcionada cativa a atenção dos consumidores para a qual foi destinada, resultando em maior retorno do investimento para a empresa. Como a publicidade comportamental permite que os anunciantes determinem mais facilmente a preferência do usuário e o hábito de compra, os anúncios serão mais pertinentes e úteis para os consumidores. Ao criar uma maneira mais eficiente e eficaz de anunciar para o consumidor, um anunciante se beneficia muito e das seguintes maneiras:
- Desenvolvimento de campanha mais eficiente:[27] Por ter informações sobre o consumidor, um anunciante é capaz de tomar decisões mais concisas sobre a melhor forma de se comunicar com ele.
- Melhor uso do dinheiro da publicidade:[27] Uma maior compreensão do público-alvo permitirá que um anunciante alcance melhores resultados com uma campanha publicitária.
- Maior retomo sobre o investimento: Anúncios direcionados produzirão resultados mais elevados com custos mais baixos.

O uso de informações dos consumidores pode beneficiar o anunciante ao desenvolver uma campanha mais eficiente; a publicidade direcionada comprovadamente funciona de forma eficaz e eficiente. Eles não querem perder tempo e dinheiro anunciando para as "pessoas erradas”. Por meio de avanços tecnológicos, a Internet permitiu que os anunciantes visassem consumidores além das capacidades da mídia tradicional e visassem uma quantidade significativamente maior. A principal vantagem de usar publicidade direcionada é como ela pode ajudar a minimizar o desperdício de publicidade usando informações detalhadas sobre indivíduos que se destinam a um produto.
Se os consumidores produzirem esses anúncios direcionados a eles, é mais provável que eles se interessem e cliquem neles. Conheça o seu consumidor, é um princípio simples usado pelos anunciantes, quando as empresas conhecem informações sobre os consumidores, pode ser mais fácil direcioná-los e levá-los a comprar seus produtos. Alguns consumidores não se importam se suas informações são usadas e aceitam mais anúncios com links de fácil acesso. Isso ocorre porque eles podem apreciar anúncios personalizados de acordo com suas preferências, em vez de apenas anúncios genéricos. É mais provável que sejam direcionados aos produtos que desejam e, possivelmente, comprem-nos, em troca, gerando mais receita para a publicidade da empresa.

### Desvantagens

#### Consumidores
A publicidade direcionada levanta questões de privacidade. A publicidade direcionada é realizada através da análise das atividades dos consumidores por meio de serviços online, como cookies HTTP e mineração de dados, ambos que podem ser vistos como prejudiciais à privacidade dos usuários. Os profissionais de marketing estudam a atividade online dos consumidores em busca de estratégias para a publicidade direcionada como a programática e SEO. As preocupações dos usuários com a privacidade giram em torno dos recursos de rastreamento sem precedentes de hoje e se podem confiar nos responsáveis pelos rastreios. Os consumidores podem se sentir desconfortáveis pelo fato de os sites saberem tanto sobre suas atividades online. A publicidade direcionada visa a relevância dos anúncios para os compradores em potencial, entregando uma campanha publicitária para consumidores específicos em fases críticas do processo de decisão de compra. Isso potencialmente limita a consciência do consumidor quanto às alternativas e reforça a exposição seletiva. Os consumidores podem passar a evitar sites e marcas se continuarem recebendo os mesmos anúncios, pois o consumidor pode sentir que estão se repetindo demais ou podem começar a se irritar com certas marcas. Devido ao aumento do uso de cookies de rastreamento em toda web, muitos sites começaram a adotar os avisos de cookies que aparecem quando um visitante acessa um site. O aviso informa ao visitante sobre o uso de cookies, como esses cookies o afetam e as opções que ele tem em relação às informações que os cookies podem obter.

#### Anunciante
A publicidade direcionada não é um processo que consiga implementar do dia pra noite; leva tempo e esforço para analisar o comportamento dos consumidores. O que demanda mais gastos que os processos tradicionais de publicidade. Como a publicidade direcionada é considerada mais eficaz, nem sempre isso é uma desvantagem, mas há casos em que os anunciantes não tiveram o retorno esperado. A propaganda direcionada tem um alcance limitado aos consumidores; os anunciantes nem sempre estão cientes de que os consumidores mudam suas mentes e os anúncios de determinados produtos já não os interessam mais. Outra desvantagem é que, embora usem cookies para rastrear as atividades online dos usuários, os anunciantes não conseguem saber se um ou mais consumidores estão usando a mesma máquina. Isso é evidente em casas de família onde várias pessoas de diferentes faixas etárias estão usando o mesmo dispositivo.

## Privacidade

### Isso não é uma invasão da minha privacidade?
A publicidade direcionada pode ser vista como uma invasão de privacidade. Todavia, é importante lembrar que todas as informações que você envia para a Internet podem ser rastreadas, sejam elas solicitações de mecanismo de pesquisa, atualizações de mídia social ou os sites que você visita. E se tiver como ser rastreado, essas informações podem retornar para você na forma de um anúncio direcionado. Quanto mais os anunciantes sabem sobre você, mais eles assumem seus hábitos de compra. Idade, sexo, renda, status de relacionamento, o que significa que os anunciantes aceitam o que puderem, se isso significar que podem conseguir vender algo para você. Por exemplo, um perfil do Facebook contendo informações biográficas que os anunciantes gostariam de saber. De acordo com esse perfil inventado, esse usuário é uma jovem com formação escolar em artes e mora em uma cidade grande. Com base exclusivamente nessas informações, os anunciantes podem enviar a ela vários anúncios direcionados que podem ser atraentes para ela.

### Esses anúncios podem me seguir em dispositivos diferentes?
Sim. Se você estiver comprando casacos de frio no seu computador, poderá receber anúncios direcionados para casacos de frio em seu smartphone, mesmo que nunca tenha procurado casacos de frio no dispositivo. Os anunciantes agora podem adivinhar quem você é, analisando sua localização, hábitos de navegação e os tipos de sites nos quais você entra, como Facebook ou Google. E a parte maluca? Suas suposições são surpreendentemente precisas, de acordo com artigos da Digital Trends e do MIT Technology Review. Os anunciantes que coletam e usam esses dados afirmam não manter informações pessoais confidenciais salvas, mas é difícil descobrir exatamente o que esses anunciantes de big data sabem. Infelizmente, esse tipo de coleta de dados está se tornando o novo normal e atualmente não há regulamentações contra isso, o que significa que provavelmente vai existir por anos. Felizmente, existem algumas coisas que você pode fazer para lutar contra os anúncios.

### Como posso parar esses anúncios?
Em primeiro lugar, uma boa regra prática para navegar online é essencial, então presuma que nada do que você faz online é privado. Em seguida, se você simplesmente deseja parar de ver anúncios, baixe um bloqueador de anúncios para o seu navegador, que deve eliminar a maioria deles.
Para evitar que os anunciantes rastreiem totalmente suas informações, você tem algumas opções:
- Vá para as configurações de privacidade do seu navegador, exclua os cookies e peça aos sites que não o rastreiem.
- Visite um site de opt-out como About Ads e solicite que as agências de publicidade participantes parem de rastrear suas informações. Embora não elimine completamente os anúncios direcionados, ele vai reduzir significamente.
- Reduza a quantidade de informações que você compartilha nas redes sociais, dando aos anunciantes menos informações sobre você.

Além disso, todos os navegadores da web têm um modo de navegação privada que não registra seu histórico ou cookies. Todavia, esse modo não vai impedir os anúncios direcionados, porque os anunciantes ainda podem te rastrear de outras maneiras, como seu histórico de mecanismo de pesquisa e informações de mídia social. Os anúncios online não vão desaparecer tão cedo e a publicidade direcionada é a prova de que os anúncios se adaptaram às mudanças nos gostos e hábitos dos consumidores. Agora que você entende como os anunciantes aprendem sobre você e sua atividade online, os anúncios direcionados não devem mais surpreendê-lo.

## Acontecimentos recentes

### DEZ/2020 - Novas regras da UE para gigantes da tecnologia
A Comissão Europeia anuncia novas regras para as gigantes de tecnologia no dia 15/12/2020 em dois instrumentos jurídicos: a Lei de Serviços Digitais e o Ato dos Mercados Digitais. As novas regulamentações pretendem, entre outras medidas, proteger os consumidores por meio de um maior controle na forma como as empresas de tecnologia utilizam os dados de seus usuários e incentivar a concorrência.
O novo projeto de Lei Europeia de Serviços Digitais pretende acabar com os monopólios da internet por meio de uma lista de obrigações que irá encorajar a abertura do mercado a concorrentes menores.
De acordo com a proposta da Comissão Europeia, os gigantes tecnológicos conhecidos como Gafa (acrônimo de Google, Amazon, Facebook e Apple) serão obrigados a partilhar os dados que recolhem com empresas rivais, caso elas queiram explorá-los comercialmente. Ou seja, as chamadas “big techs” (gigantes da tecnologia) serão proibidas de usar as informações coletadas de seus usuários apenas em benefício próprio.
Neste novo projeto de lei na união Europeia também estabelece medidas precisas para acabar com notícias falsas e publicações ilegais nas plataformas sociais. As empresas terão que explicar como é que seus algoritmos de anunciantes funcionam, além de fazer relatórios públicos sobre ações nesta área aos reguladores.
No mesmo dia a Comissão Europeia apresenta o chamado Ato dos Mercados Digitais, divulgando uma lista que define o que as empresas podem ou não fazer em suas operações. Todo o processo para transformar estas propostas em lei pode levar até um ano e terá que ser aprovado pelo Parlamento Europeu.

#### Google pede desculpas a comissário europeu
Recentemente, a União Europeia disse à Google que a empresa é bem-vinda na Europa mas que é preciso respeitar as regras do bloco. Durante uma reunião por videoconferência entre o comissário europeu para o Mercado Interno, Thierry Breton, e o presidente executivo da Google, Sundar Pichai, no início do mês, a gigante americana reconheceu suas práticas agressivas. Pichai se desculpou com Breton por causa do vazamento de um documento interno propondo maneiras de combater as novas regras da UE.
Ao saber do incidente, o comissário europeu reagiu afirmando que “para a internet não se tornar um faroeste, é preciso regras claras e transparentes, ambiente de mercado previsível e direitos e obrigações equilibrados”. Ele ainda ressaltou que “tudo o que é permitido offline deve ser autorizado online e tudo o que é proibido offline deve ser banido online”.
A nova proposta de lei da Comissão Europeia tem uma legislação específica para as empresas detentoras de grande volume de informações online, as chamadas “gatekeepers”. Segundo Bruxelas, a Google, que é uma das principais “gatekeepers” entre as plataformas digitais, terá que ter mais responsabilidade para a remoção de conteúdos ilegais ou prejudiciais. Nos últimos três anos, a Comissão Europeia multou a gigante americana Google três vezes em mais de € 8 bilhões.

## Implicações em questões sociais
A popularização das redes sociais trouxe um aumento expressivo de dados a serem trocados entre essas empresas e os usuários, por meio principalmente da publicidade direcionada. Isto porque, como mencionado na seção de Marketing de Busca, a propaganda no meio digital tem um viés mais orientado às questões do usuário. Assim é normal que haja criação das famosas bolhas sociais, um problema que ganhou força em assuntos que tem relação com as questões sociais, como política e economia.
As bolhas sociais podem ser definidas como grupos de indivíduos que compartilham dos mesmos interesses e  ideias, porém que não possuem acesso a ideias divergentes. Porém, uma característica pertinente dessas bolhas sociais é não-comunicação entre elas, ou seja, é muito difícil haver concordância entre os grupos distintos, gerando assim uma onda de intolerância entre esses grupos e possibilitando que ocorra a radicalização de ideologias defendidas por esses grupos.   